# Celeste (color)
El celeste, también llamado azul celeste, cerúleo, azul cerúleo, azul cielo, azul claro, azul bebé o azur, es un color azul-cian semiclaro, de saturación intensa. Se dice que corresponde a la coloración del cielo diurno despejado. En la franja superior del recuadro de la derecha se proporciona una muestra de esa coloración.
El color celeste no es un color específico, por lo que en el uso general y popular su tonalidad varía, entendiéndose por «celeste» casi cualquier azul más o menos claro, a veces purpúreo, o aturquesado como el cian.

## Etimología

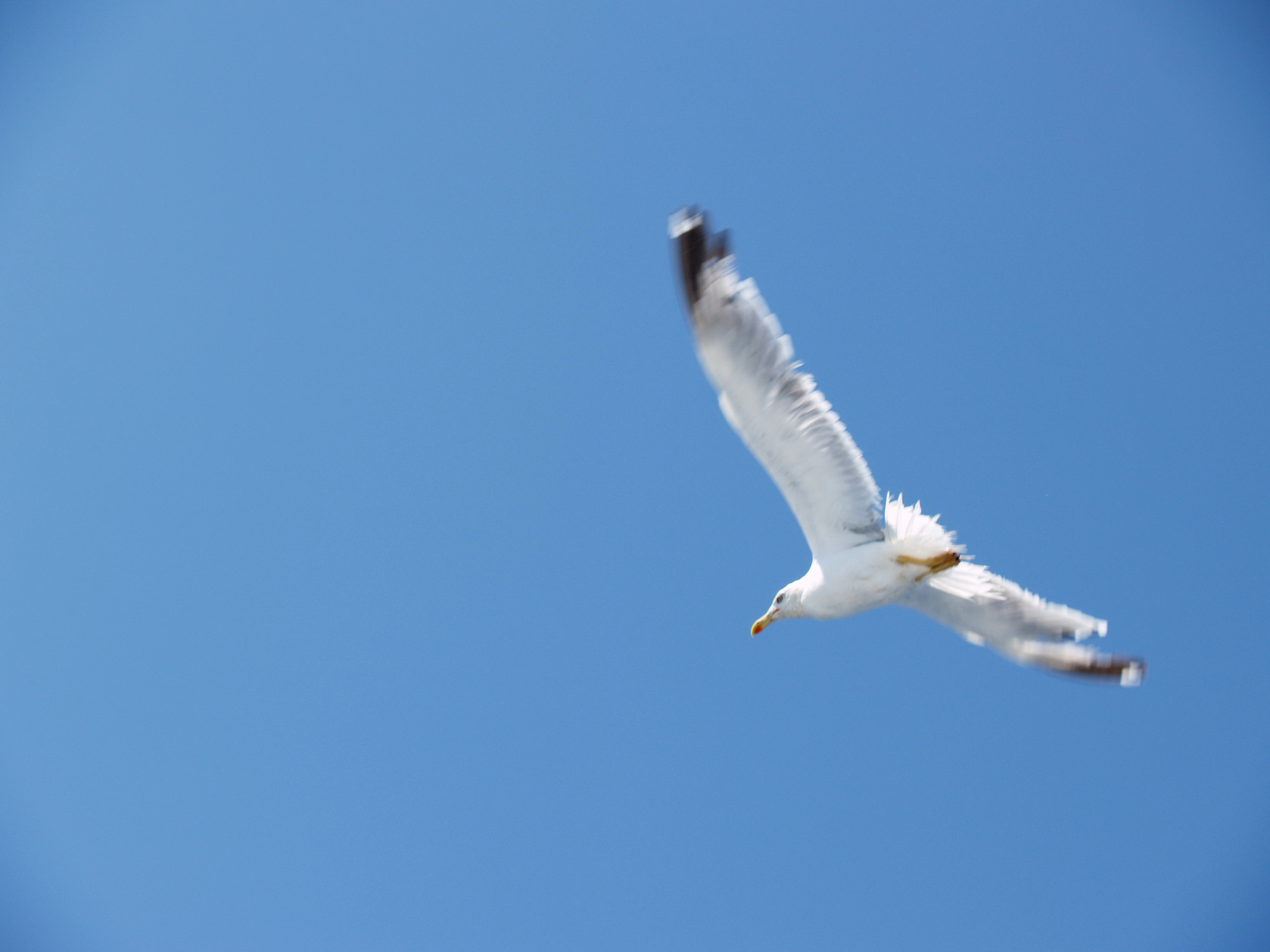
La sugerencia originaria del color celeste es el cielo

La palabra celeste deriva del latín caelestis, ‘celestial’, y este de caelum, ‘firmamento, cielo, morada de los dioses, clima’, de origen incierto, tal vez del protoindoeuropeo *kaid—slo—, de una raíz con el significado de ‘brillante’.

## Sinonimia
Aunque cerúleo suele ser sinónimo de celeste, no tiene exactamente las mismas acepciones. Cerúleo es también el nombre de un pigmento azul utilizado tradicionalmente en pintura artística, y por extensión el color de ese pigmento y el de la pintura con él elaborada. Véase cerúleo.
Cuando se habla del color celeste del agua o de los ojos, también se emplea el término zarco.
El azul Capri es generalmente de este color, que se aprecia mucho alrededor de la isla, aunque específicamente se refiere al color de la Gruta Azul que aparece en los días muy soleados.

## Particularidades lingüísticas
No todos los idiomas tienen un término para designar a los azules claros, y no todos consideran al celeste como parte del azul. En español se tiende a llamar «celeste» a un azul claro, y «azul» a un azul medio u oscuro, pero:
- En ruso se considera al celeste (голубой, golubóy) como color distinto del azul (синий, siníy). Este caso representa una separación semántica total entre azul y celeste, ya que ninguna de las dos denominaciones de color incluye a la otra: golubóy abarca a los azules claros, y siníy a los oscuros.[4]
- En italiano, los azules claros entran en la denominación de azzurro, categoría distinta del azul oscuro (blu). Sin embargo, en italiano existe también la adjetivación cromática celeste, que denota un conjunto de colores que en castellano se describirían como celestes muy claros, de saturación débil.[5]
- En idioma inglés, por el contrario, el término blue («azul») abarca a todas las coloraciones azuladas, incluyendo al celeste, el cual se describe como un tipo de azul (sky blue, light blue, baby blue, etc.).

## Simbolismo y usos

### Heráldica

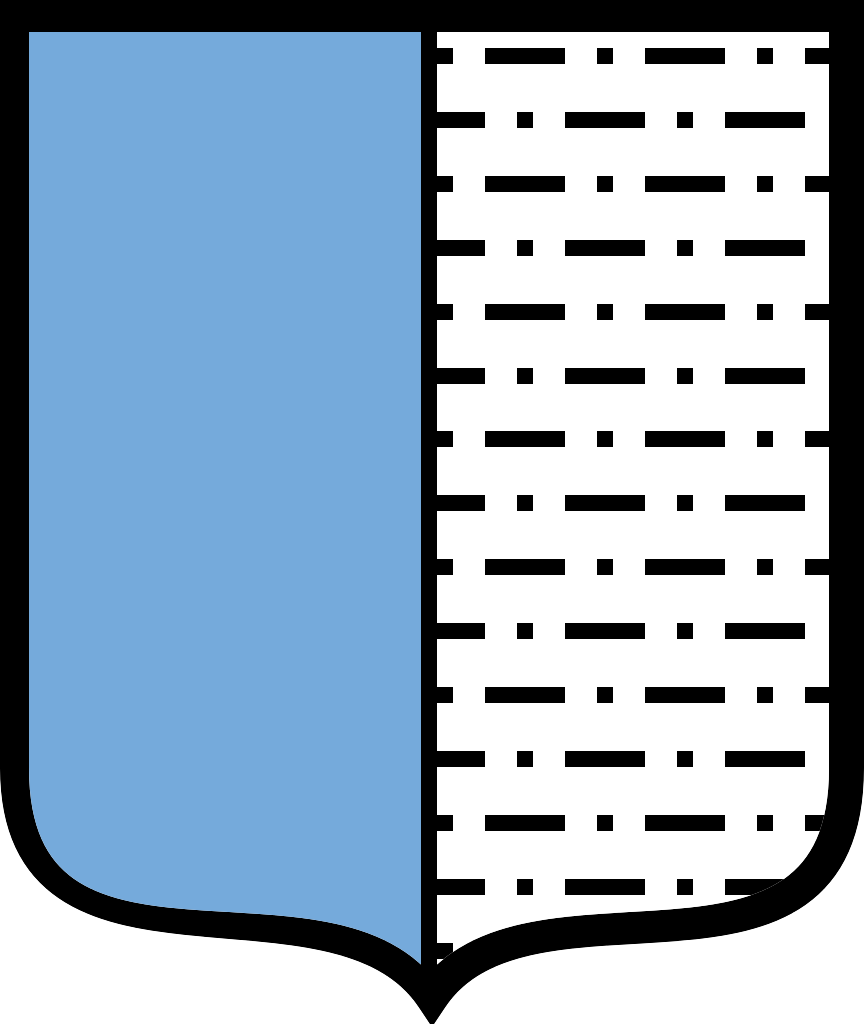
Celeste heráldico.

El celeste es un esmalte poco utilizado en la heráldica tradicional europea, variante del azur. Como campo de heráldica en ocasiones es llamado «campo de Cielo» (en italiano, campo di Cielo ).
Uno de los ejemplos prominentes y tradicionales del uso del esmalte celeste en la heráldica europea puede verse en las armas del estado federado alemán de Baviera. El campo fusado celeste y plata que lo identifica aparece formando parte de muchos escudos de la región, y también en su bandera. Sin embargo, aunque en este caso el color se representa siempre como celeste, se blasona como azur.
En España el celeste puede verse en las armas de algunos municipios, donde se blasona como «azul celeste».
En la heráldica latinoamericana posterior a la independencia ocurre lo opuesto que en la europea: el celeste es relativamente frecuente en escudos nacionales. Así, encontramos este esmalte en los escudos nacionales de Guatemala, Argentina, Perú, Brasil, Ecuador, Nicaragua y Honduras, apareciendo muchos más ejemplos de su uso al descender a los niveles regional, provincial, municipal, etc.

Las pequeñas armas de Baviera mostrando el tradicional fusado «celeste y blanco» (azur y plata)
En el escudo de Argentina, el celeste se blasona como tal y se relaciona con el que aparece en su bandera
Escudo del municipio español de Benacazón: «En campo ovalado de azul celeste, una paloma blanca»
Escudo de la ciudad de Cochabamba, en el que el celeste aparece en ambos costados del escudo en forma de banderas, en el centro de esta y en el timbre.

### Vexilología
El color celeste o azul celeste tiene un uso bastante extendido en la vexilología mundial. Aparece, por ejemplo, en las banderas nacionales de Argentina, Guatemala, San Marino, Luxemburgo y Kazajistán. También aparece en la variación de la bandera de Puerto Rico de 1895, que sigue el color de la bandera revolucionaria de Lares, y que se ha tornado más popular en años recientes. En este último caso, la ley que instruye los colores oficiales no indica tonalidad de azul a utilizarse.
En otras banderas territoriales, a nivel regional lo incorporan las banderas de Cundinamarca,Tucumán, Galicia, Baviera,  Sucre y Guayaquil, mientras que a nivel municipal se encuentra en la bandera de Santa Marta, por ejemplo.
En los ejemplos bajo estas líneas: en la bandera de San Marino, la franja celeste simboliza la libertad; la bandera de Somalia es celeste en reconocimiento a la Organización de las Naciones Unidas; la antigua bandera de las Provincias Unidas del Centro de América toma sus colores de la bandera de las antiguas Provincias Unidas del Río de la Plata y da origen a varias banderas de naciones centroamericanas (Guatemala, El Salvador, Honduras, Nicaragua), donde las dos franjas celestes suelen representar algunas virtudes (la justicia, la lealtad, la fortaleza, etc.) y los dos océanos que flanquean a Centroamérica.

Bandera de Argentina
Bandera de Cochabamba, una bandera que solo consiste del color celeste.
Bandera de San Marino
Antigua bandera de las Provincias Unidas del Centro de América
Bandera de Guatemala
Bandera de Honduras
Escudo de Dinamarca
Bandera de Luxemburgo
Bandera de Kazajistán
Bandera de Galicia
Bandera de Guayaquil
Bandera de Palaos
Bandera de Somalia
Bandera de los Estados Federados de Micronesia
Bandera de Botsuana
Bandera de Fiyi
Bandera de Azerbaiyán
Bandera de Melilla
Bandera de Oklahoma
Variación en celeste claro de la Bandera de Puerto Rico

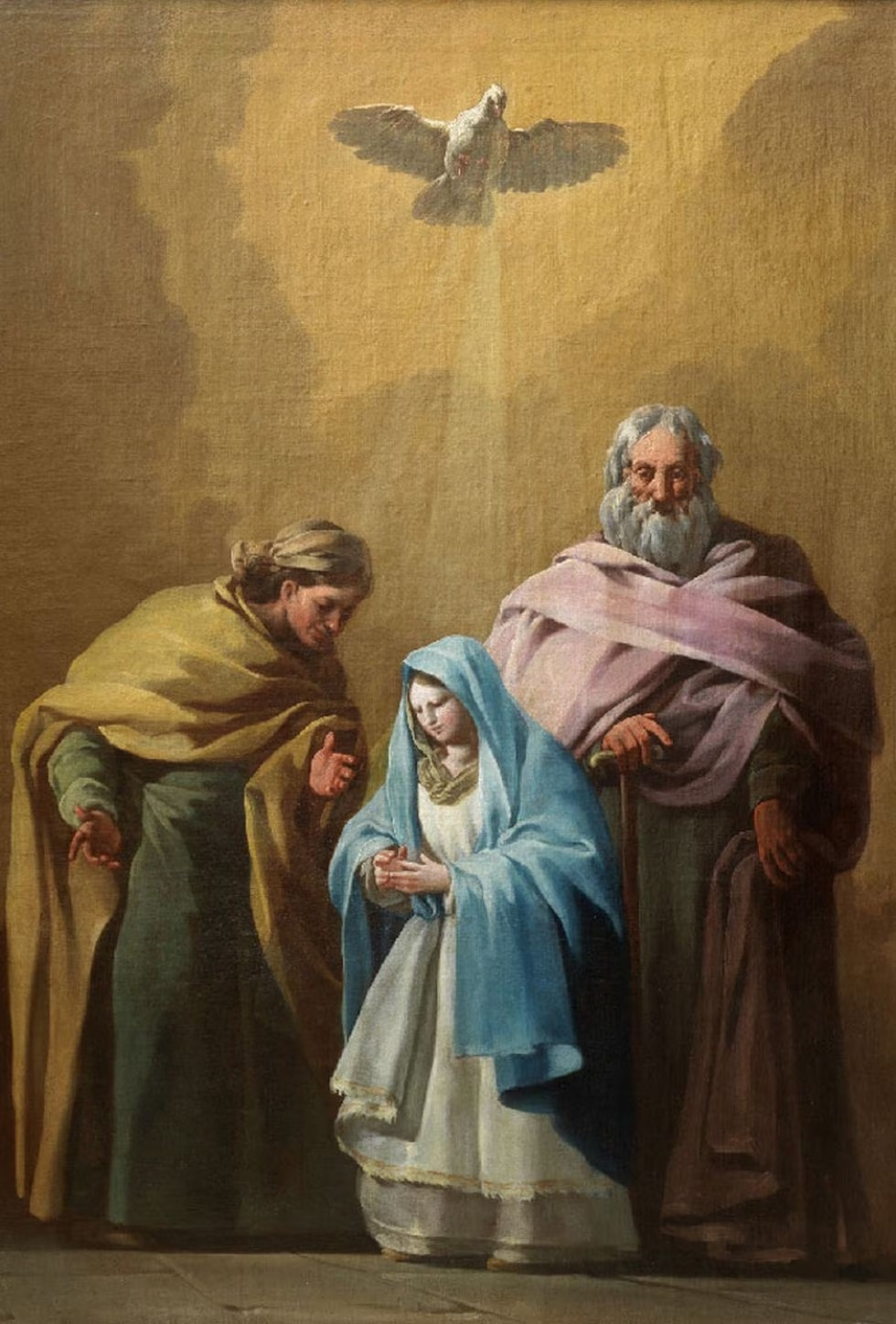
En La Virgen con San Joaquín y Santa Ana (c. 1774), de autor incierto, la Virgen lleva un manto del tradicional color celeste, mientras que San Joaquín viste de rosa.

### Religión
Por tradición, las vestes (representaciones de vestimenta) de la Virgen María suelen ser celestes y blancas.
Las tradiciones de las culturas esteparias mongolas, kirguises y altaicas relacionan el color celeste con sus dioses creadores, por asociación con el lobo azul que, en el mito, descendió del Cielo y dio origen a estos pueblos.
Aunque podría pensarse que el simbolismo celestial —y por ende positivo— del color celeste es universal, no siempre es el caso. En los años 1950, la empresa Pepsi perdió parte de su mercado del Sudeste Asiático en favor de su competidora Coca-Cola cuando cambió el azul franco de su logo a celeste, ya que este color se asocia con la muerte y el luto en esa región.

### Símbolo de femineidad
En Occidente se tiene al celeste como un color denotativo de masculinidad, así como el rosa lo es de femineidad. Sin embargo, esta identificación entre color y género es relativamente reciente. Se ha observado que, por ejemplo, en la Inglaterra de finales del período victoriano las prendas para niños varones podían ser de color rosa o magenta, mientras que la moda estadounidense de las primeras décadas del siglo XX ocasionalmente recomendaba vestir a los niños de rosa y a las niñas de celeste. Algunos autores señalan que antes de que el color rosa quedara universalmente identificado con la femineidad, en Occidente se tendía a vestir a las niñas de celeste debido a que ese era el color tradicional de la vestimenta de la Virgen María.
Con respecto a la cuestión de cuándo se estableció la preferencia actual del rosa para las niñas y el celeste para los niños, se ha llamado la atención sobre un párrafo de la novela Mujercitas, de L.M. Alcott (1868), donde uno de los personajes propone distinguir a dos bebés mellizos de diferente sexo «al estilo francés», poniéndole un moño celeste al niño y uno rosado a la niña. Esto sugiere que, para entonces, en Francia ya existía esta costumbre, aunque en Estados Unidos recién cristalizó en los años 1940. Eva Heller, en su libro Psicología del color —escrito desde una perspectiva cultural alemana—, ubica el nacimiento de esta costumbre hacia 1920, y su generalización global hacia los años 1970.

### Indumentaria deportiva
El celeste es el color distintivo de los uniformes deportivos de las selecciones de fútbol de Uruguay, Argentina, Botsuana y de Guatemala y de los clubes de fútbol Jaguares de Córdoba, Real Santander, Olympique de Marsella, Club Deportivo O'Higgins, Magallanes, Club Atlético Belgrano, Real Club Celta de Vigo, Málaga CF, Club de Deportes Iquique, Racing Club, Club Atlético Temperley, Sporting Cristal, Atlético Ciclón de Tarija, Club Blooming, Lazio, Manchester City, Napoli, Atlético Tucumán, Club Atlético Cerro, Montevideo City Torque, Rocha Fútbol Club, Club Bolívar, Cruz Azul, Club Aurora, Sky Blue Football Club, Yokohama FC y New York City entre otros.

## Variedades de celeste
Algunos ejemplos de esta coloración:
| Nombre                   | Muestra | Cod. Hex. | RGB | RGB | RGB | HSV  | HSV  | HSV  |
| ------------------------ | ------- | --------- | --- | --- | --- | ---- | ---- | ---- |
| Celeste (italiano)       |         | #B2FFFF   | 178 | 255 | 255 | 180° | 30%  | 100% |
| Celeste (Crayola)        |         | #80DAEB   | 128 | 218 | 235 | 190° | 46%  | 92%  |
| Azul bebé                |         | #89CFF0   | 137 | 207 | 240 | 199° | 43%  | 94%  |
| Azul neón                |         | #00CCFF   | 0   | 204 | 255 | 192° | 100% | 100% |
| Celeste vivo (espectral) |         | #00CCFF   | 0   | 204 | 255 | 192° | 100% | 100% |
| Celeste (francés)        |         | #77B5FE   | 119 | 181 | 254 | 212° | 53%  | 100% |
| Celeste (Pantone)        |         | #8CBED6   | 140 | 190 | 214 | 212° | 28%  | 83%  |
| Cerúleo (Pantone)        |         | #98B4D4   | 152 | 180 | 212 | 199° | 35%  | 84%  |
| Celeste o cielo          |         | #70A3CC   | 112 | 163 | 204 | 207° | 45%  | 80%  |
| Calipso                  |         | #31AAC1   | 49  | 170 | 193 | 190° | 75%  | 76%  |

### Colores web
Los colores web establecidos por protocolos informáticos para su uso en páginas web incluyen el celeste que se muestra debajo, y en programación se lo invoca con el nombre sky blue (celeste). Para los demás colores HTML que se encuentran definidos por nombre, ver la tabla de colores HTML.
|           | Celeste (SkyBlue)  |
| HTML      | #87CEEB            |
| RGB       | (135, 206, 235)    |
| HSV       | (197°, 43 %, 92 %) |
| Protocolo | CSS / HTML / VGA   |

Otros colores web X11:
| Nombre                        | Muestra | Cod. Hex. | RGB | RGB | RGB | HSV  | HSV  | HSV  |
| ----------------------------- | ------- | --------- | --- | --- | --- | ---- | ---- | ---- |
| Alice blue                    |         | #F0F8FF   | 240 | 248 | 255 | 208° | 6%   | 100% |
| Cian claro (LightCyan)        |         | #E0FFFF   | 224 | 255 | 255 | 180° | 12%  | 100% |
| Cian aditivo (Cyan)           |         | #00FFFF   | 0   | 255 | 255 | 180° | 100% | 100% |
| Azul polvo (PowderBlue)       |         | #B0E0E6   | 176 | 224 | 230 | 220° | 70%  | 90%  |
| Azul claro (LightBlue)        |         | #ADD8E6   | 173 | 216 | 230 | 195° | 25%  | 90%  |
| Celeste claro (LightSkyBlue)  |         | #87CEFA   | 135 | 206 | 250 | 203° | 46%  | 98%  |
| Celeste intenso (DeepSkyBlue) |         | #00BFFF   | 0   | 191 | 255 | 195° | 100% | 100% |

## Galería

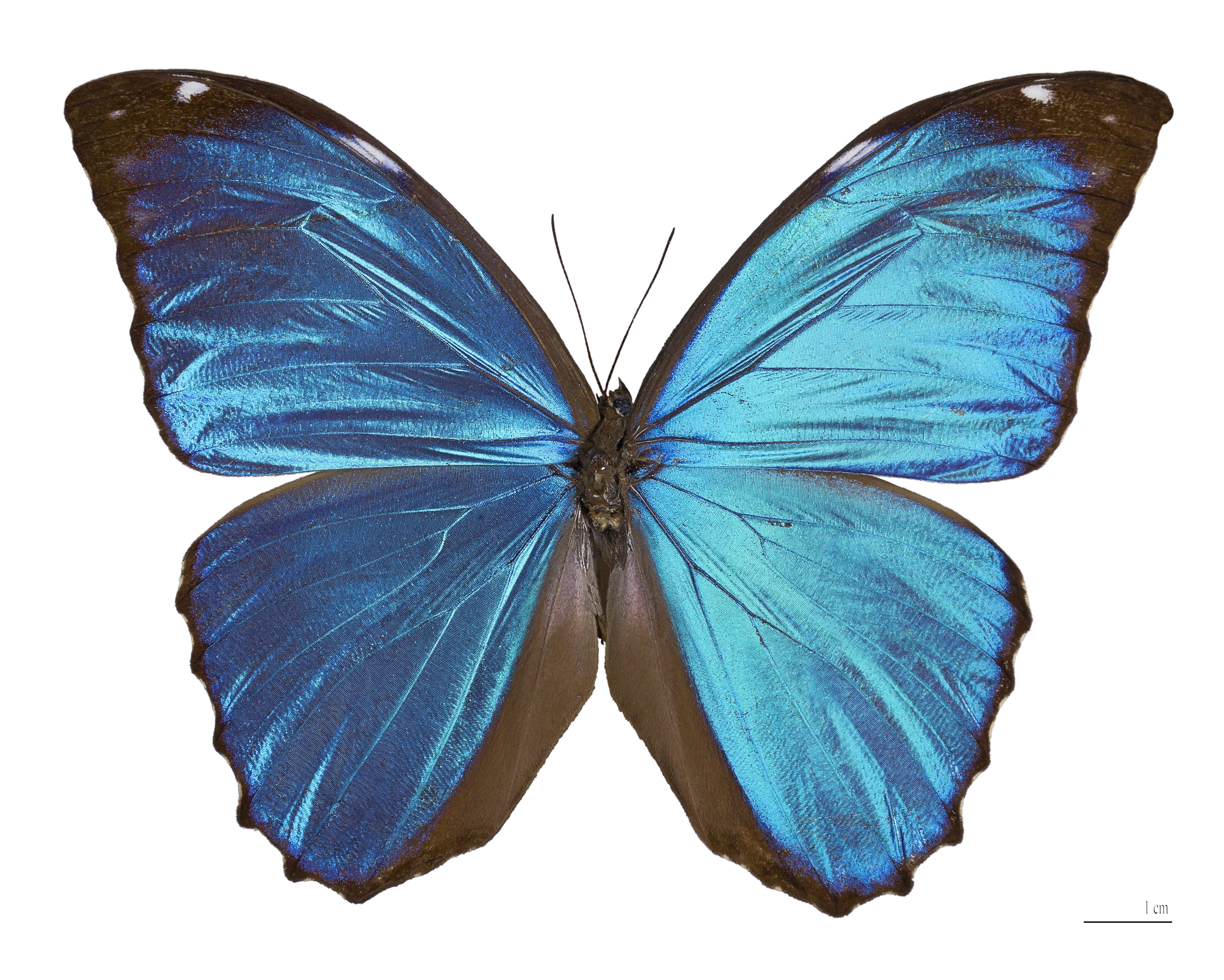
La mariposa americana Morpho menelaus
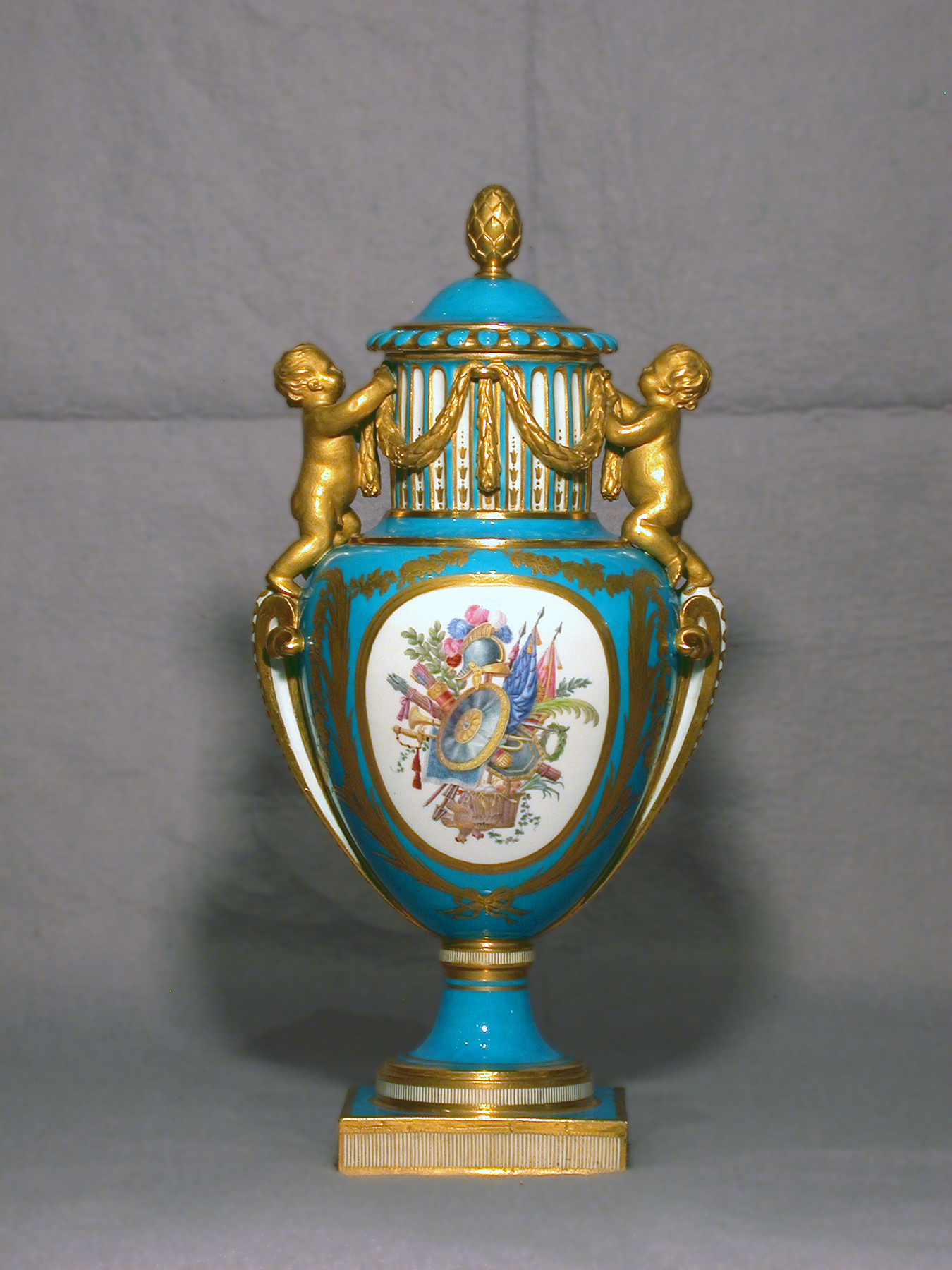
Jarrón de porcelana de Sèvres «bleu céleste» de 1779
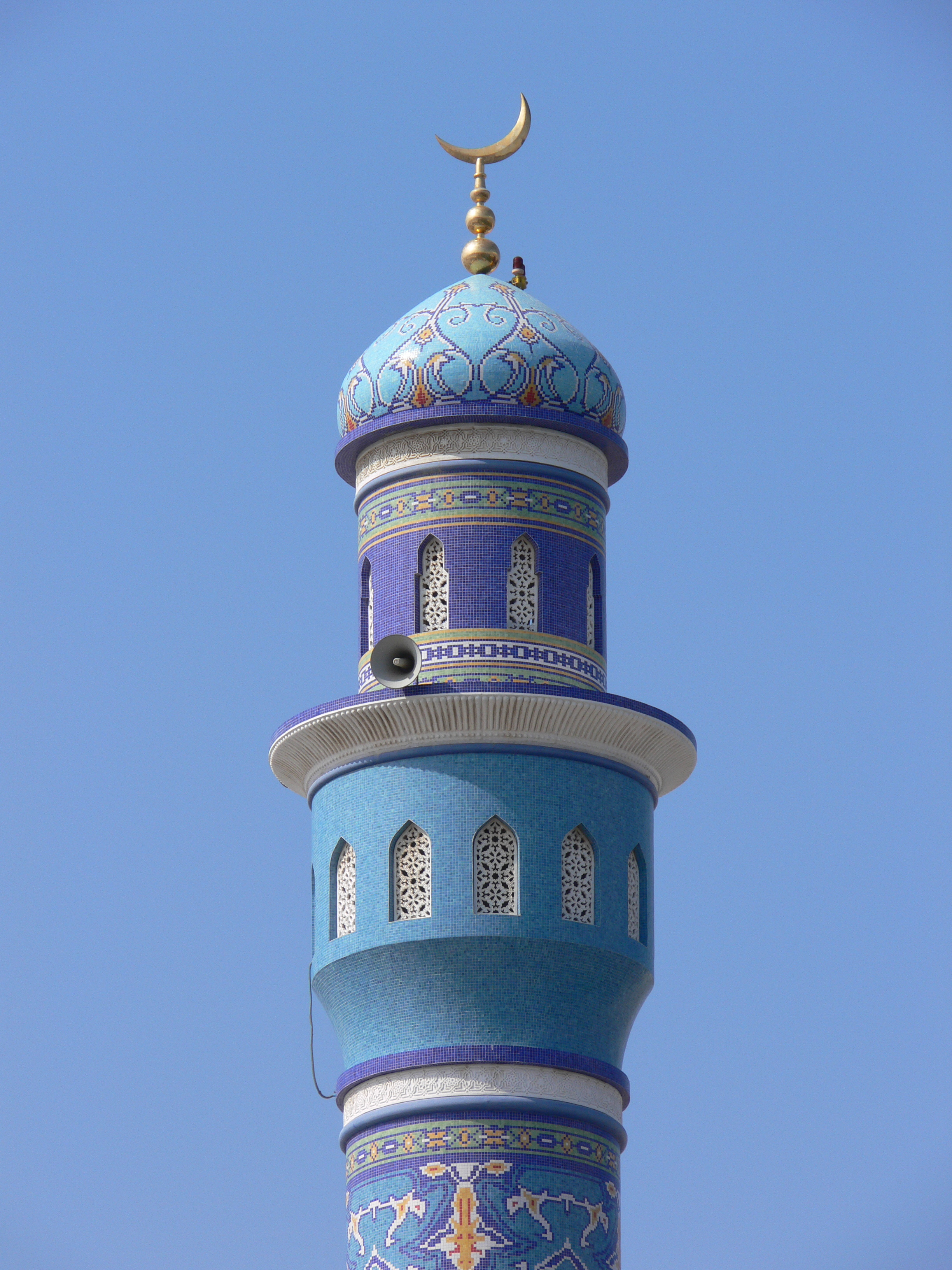
Minarete azul y celeste, en Mascate
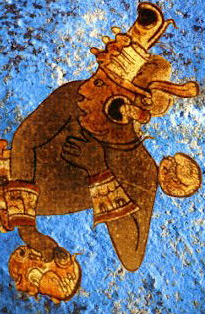
Mural arqueológico con figura de guerrero sobre fondo azul maya
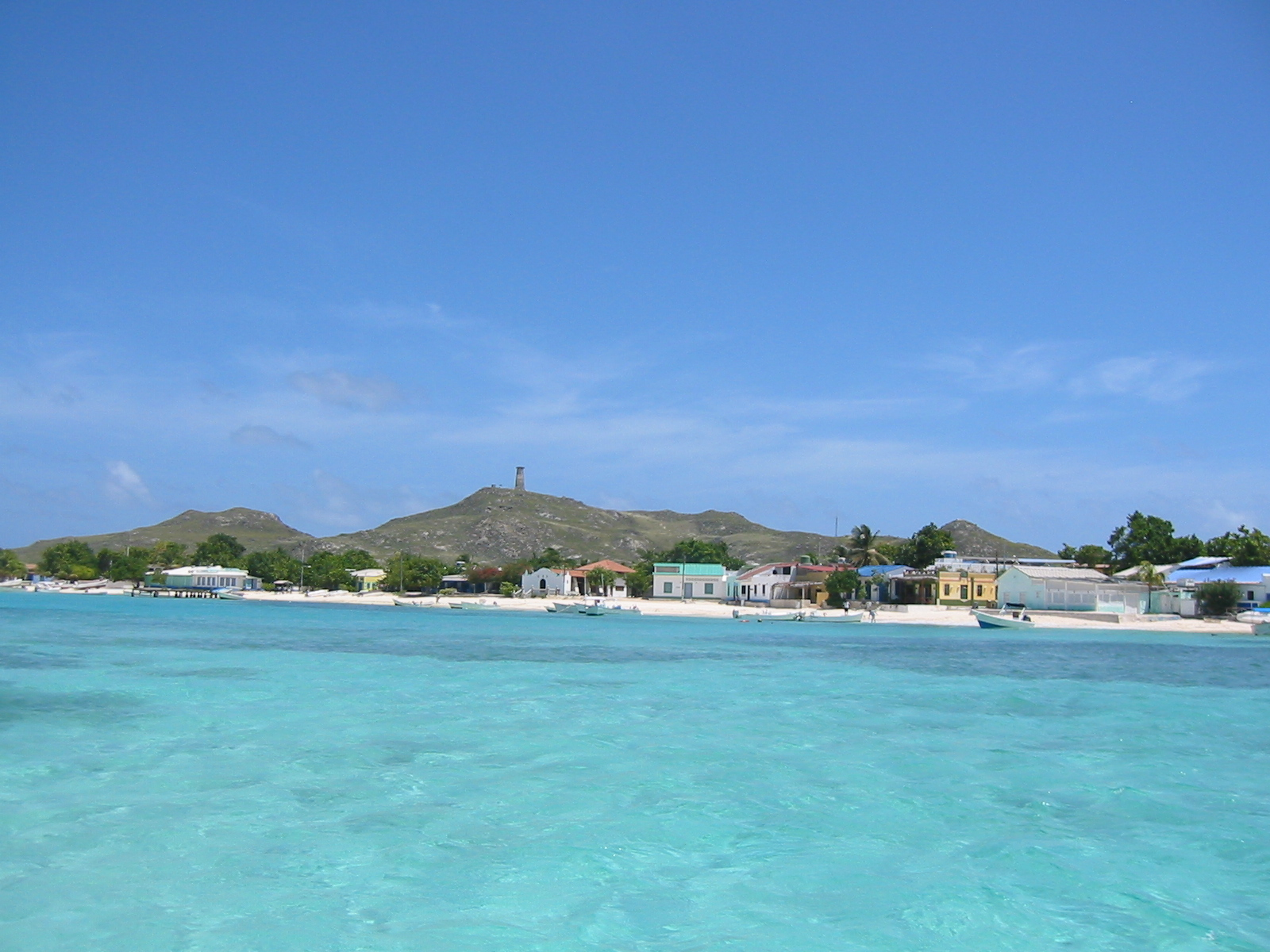
Celeste del cielo, del mar y de las casas de un pueblo del Archipiélago Los Roques (Venezuela)
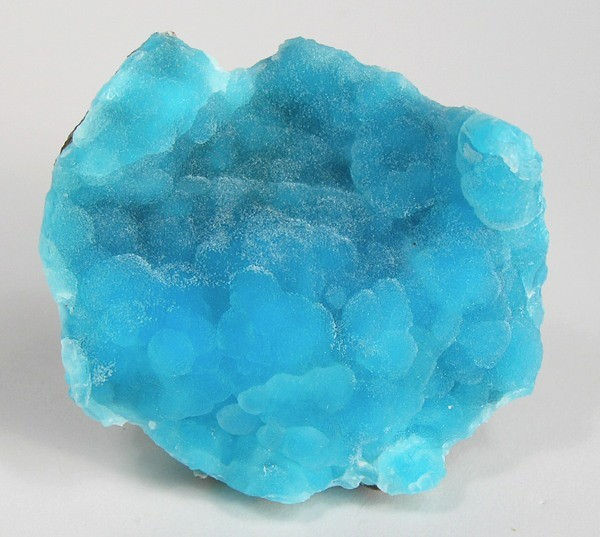
Hemimorfita celeste de Yunnan
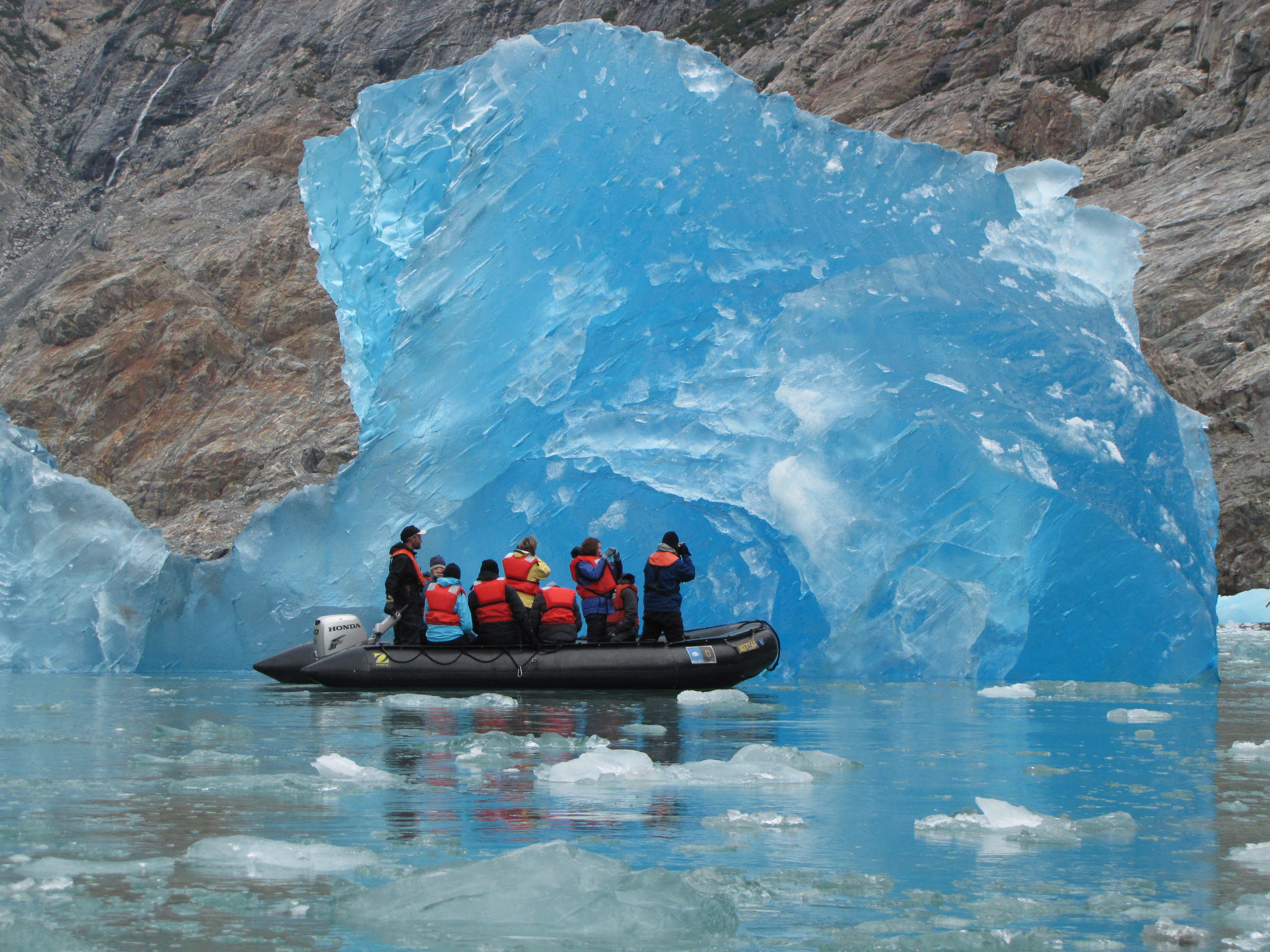
Hielo azul
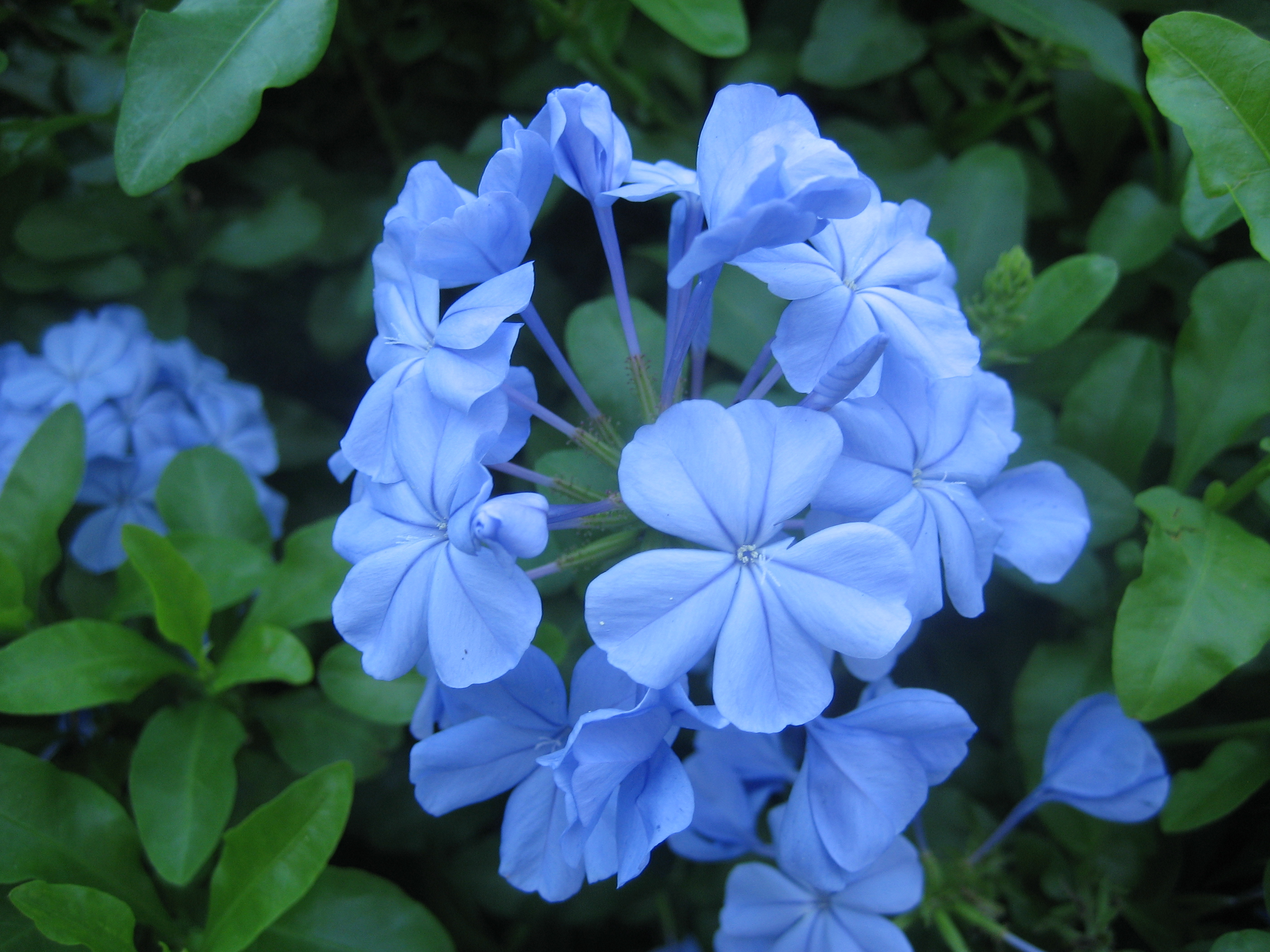
Geranios celestes
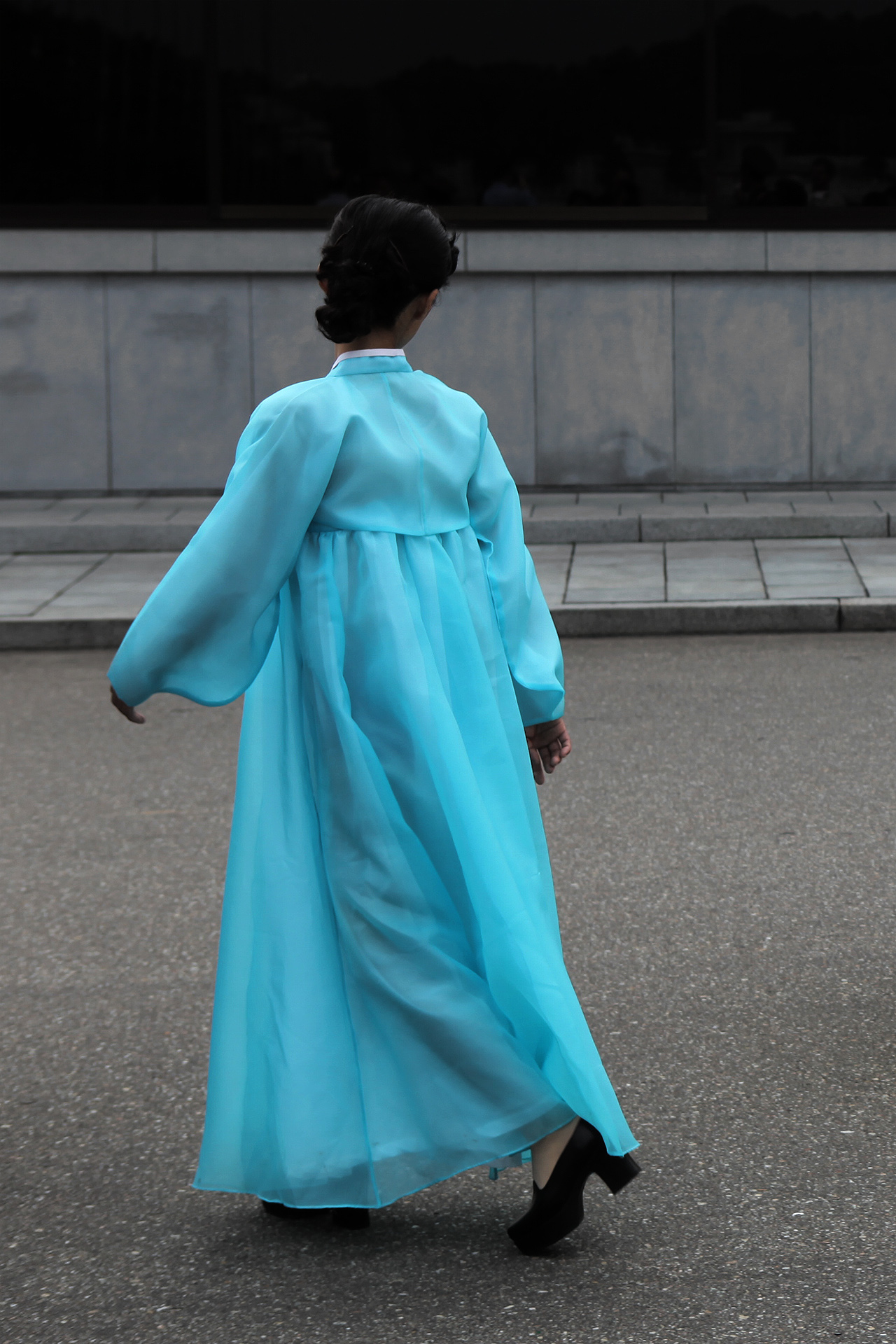
Vestido norcoreano